# Фрайбергер, Марк
Маркус Росс Фрайбергер (англ. Marcus Ross Freiberger, 27 ноября 1928, Амарилло, Техас — 29 июня 2005, Уинстон-Сейлем, Северная Каролина) — американский баскетболист, участник летних Олимпийских игр 1952 года в Хельсинки, олимпийский чемпион.

## Биография
Фрайбергер сделал карьеру в клубе Оклахома Сунерс университета Оклахомы. После окончания университета в течение двух лет играл за клуб Caterpillar Diesels в лиге Ассоциации американских университетов. В 1953 году перешёл в команду Ada Oil Company, за которую играл до 1955 года, когда завершил спортивную карьеру. После этого он начал свою деловую карьеру в компании Peoria Caterpillars, но вскоре покинул её, чтобы стать представителем производителя по продажам техники.